# Bredsjönäskonsten

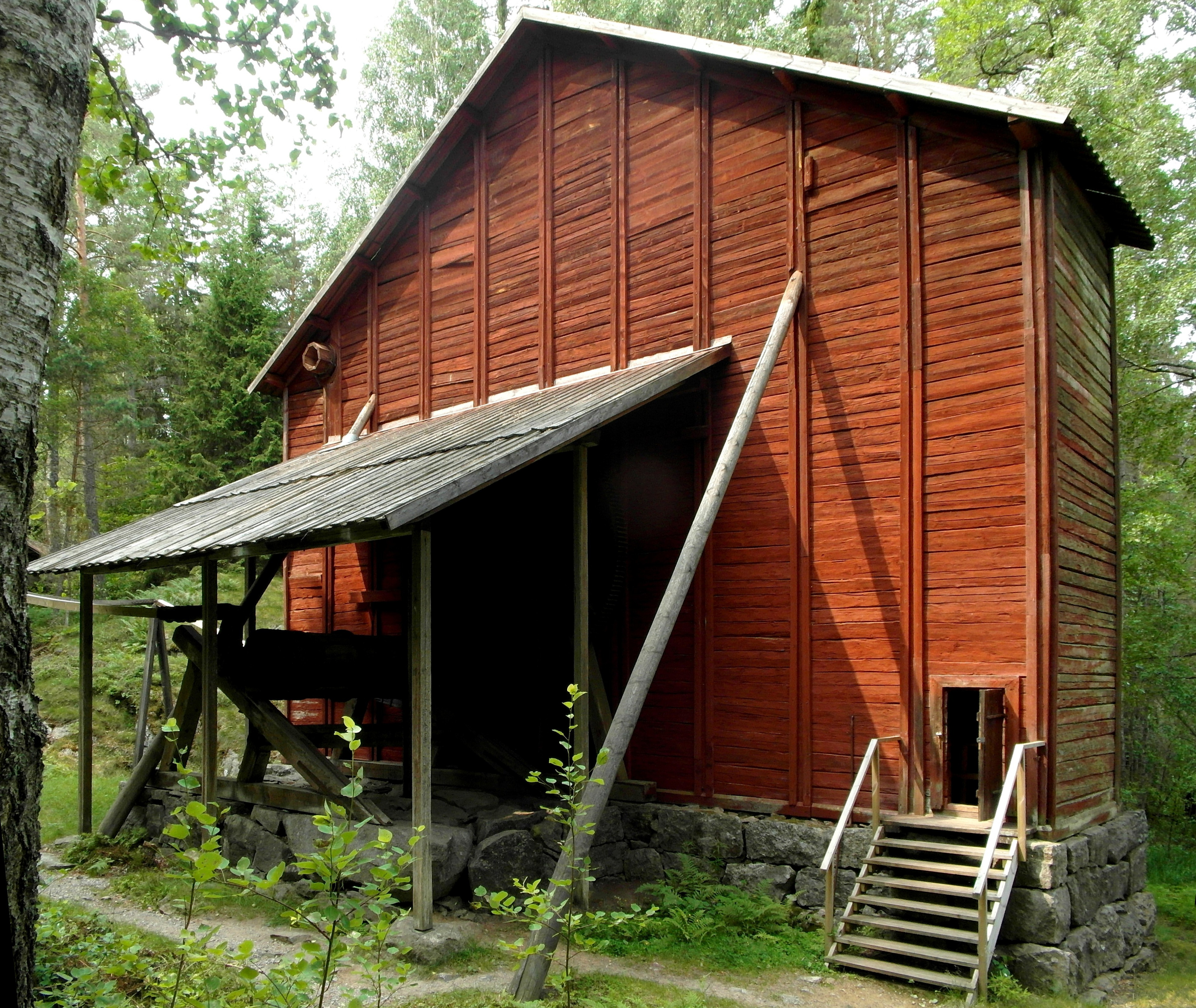
Byggnaden sedd från öster, 2013.

Bredsjönäskonsten var ett konsthjul från 1870 som drev en stånggång mellan Göksjön och Bredsjönäsgruvorna vid Bredsjönäs i Åkers bergslag söder om Åkers styckebruk i norra Södermanland. Den brann ner 2017. Anläggningen är ett fornminne med RAÄ-nummer Åker 94:1.

## Historik

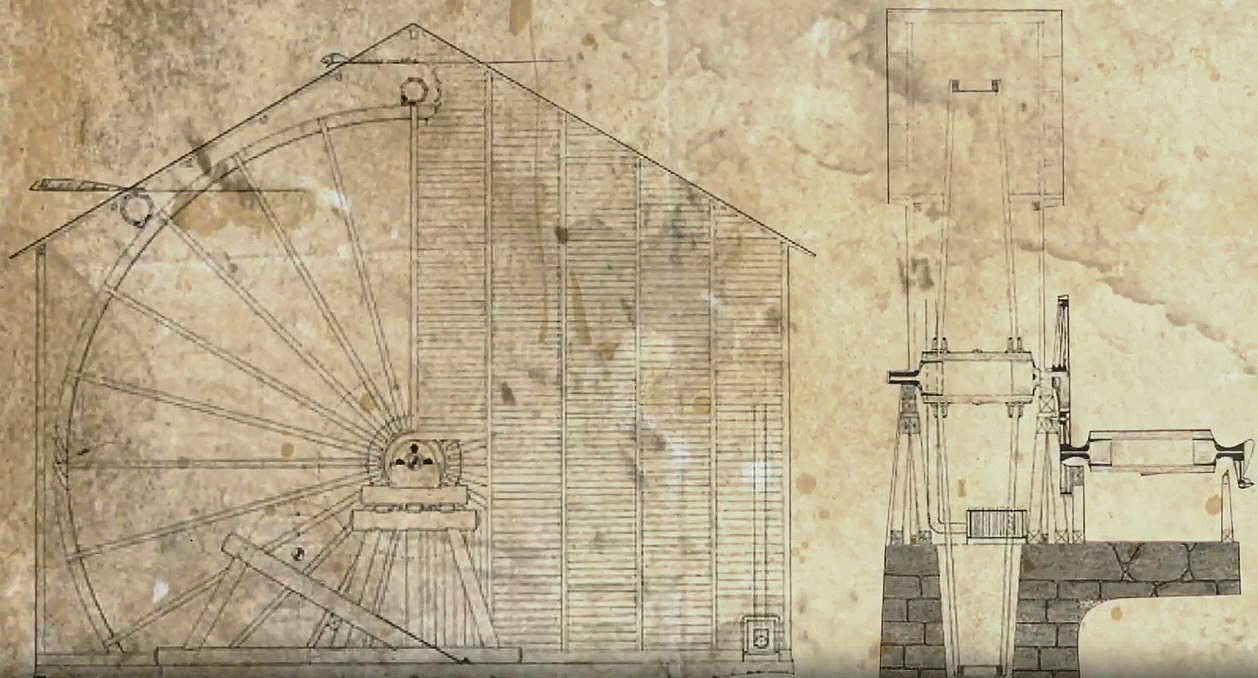
Konstruktionsritning för Bredsjönäskonstens drivhjul.

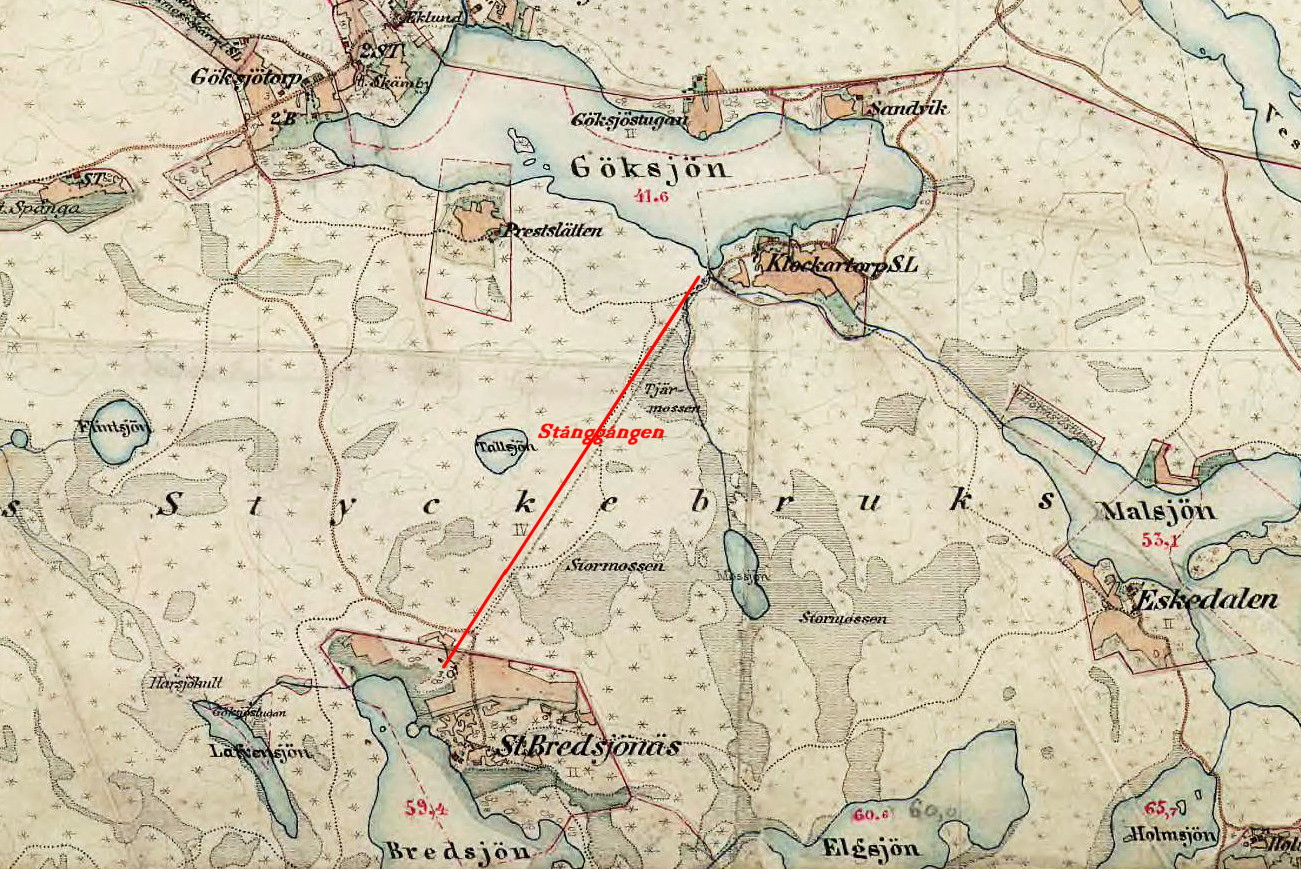
Bredsjönäskonstens stånggång 1897.

Anläggningen konstruerades och byggdes 1870 av slottsbyggmästaren August Rahmqvist enligt uppfinnaren och ingenjören Christopher Polhems principer (se Polhemshjul). Bredsjönäskonsten drevs av vatten från Mossjön och Malsjön. Uppgiften var att komplettera de ångdrivna pumparna vid gruvorna, som ligger en dryg kilometer söder om vattenhjulet. 
Att en stånggångsanläggning byggdes så sent som på 1870-talet kan förefalla anmärkningsvärt då det i samtiden fanns betydligt effektivare energikällor att tillgå, men ångmaskinen vid Bredsjönäsgruvorna klarade inte ensam att länspumpa de vattensjuka gruvorna. Anläggningen var i drift till 1896, varefter den fick förfalla. Den restaurerades på 1960-talet men brann ner till grunden i oktober 2017 under pågående renoveringsarbete. Den gamla sträckningen för stånggången är idag en markerad stig kallad Stånggångsleden.

## Funktion
Vattnet leddes in i byggnadens överdel och satte det 13,4 meter höga vattenhjulet i rörelse. Hjulet kunde jämföras med Polhemshjulet utanför Norberg som har en diameter på 15 meter. Bredsjönäskonstens hjul hade 166 skovlar som rymde 30 liter vatten vardera. Som mest utvecklade Bresjönäshjulet 22 hästkrafter. 
Vid full vattenföring snurrade hjulet två varv i minuten. Själva drivaxeln låg utanför byggnaden. Genom en växel bestående av två olika stora kugghjul ökades drivaxelns hastighet. Kraften från drivaxeln överfördes till  Bredsjönäsgruvorna med hjälp av en 1 200 meter lång stånggång. 15 hästkrafter gick förlorade på vägen genom friktion. Gnisslet från anläggningen hördes lång väg. Stånggångens leder krävde ständig tillsyn och smörjning. Som smörjmedel användes fett och talg, men även sniglar.

## Bilder

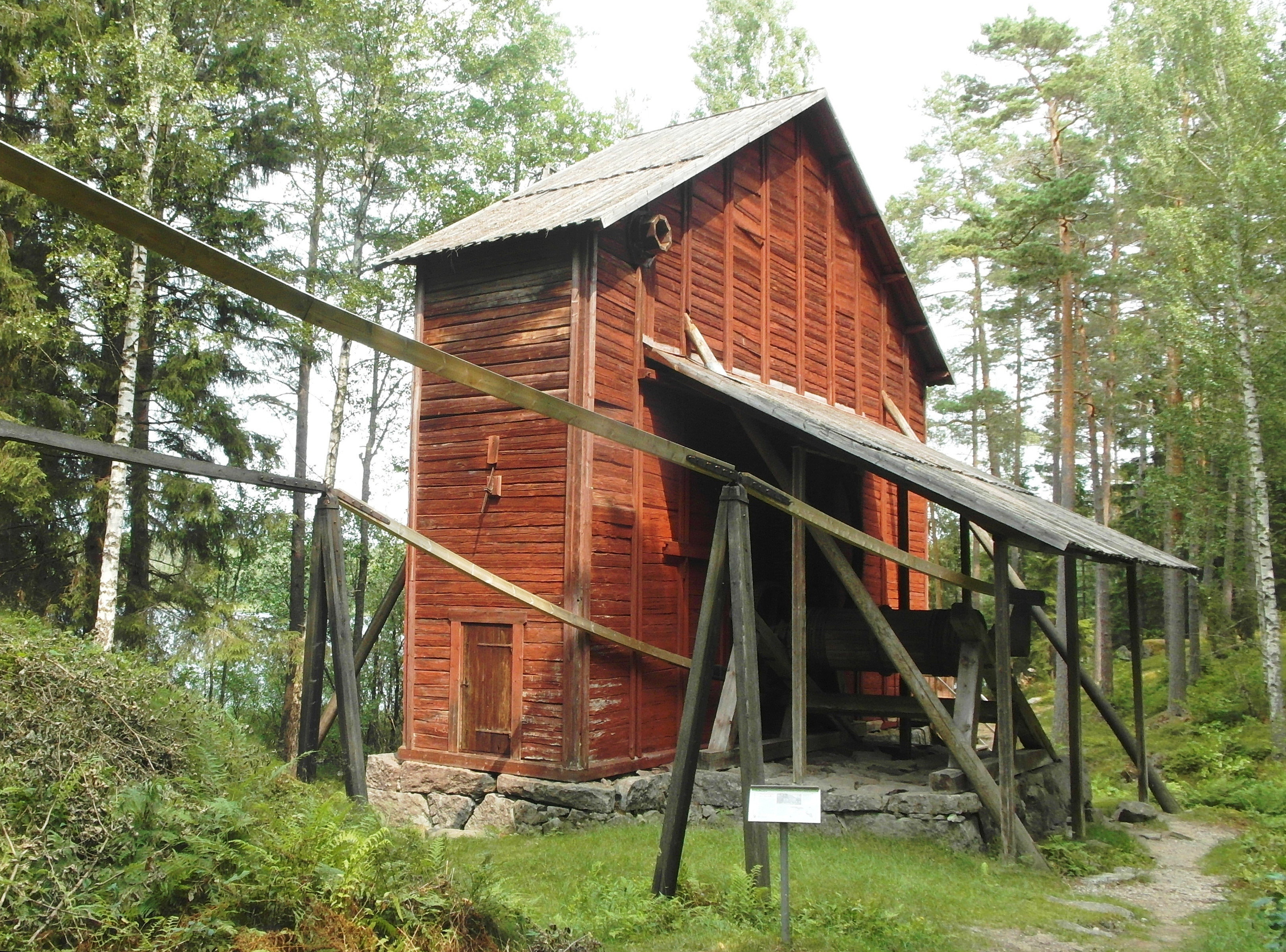
Bredsjönäskonsten med stånggången till vänster
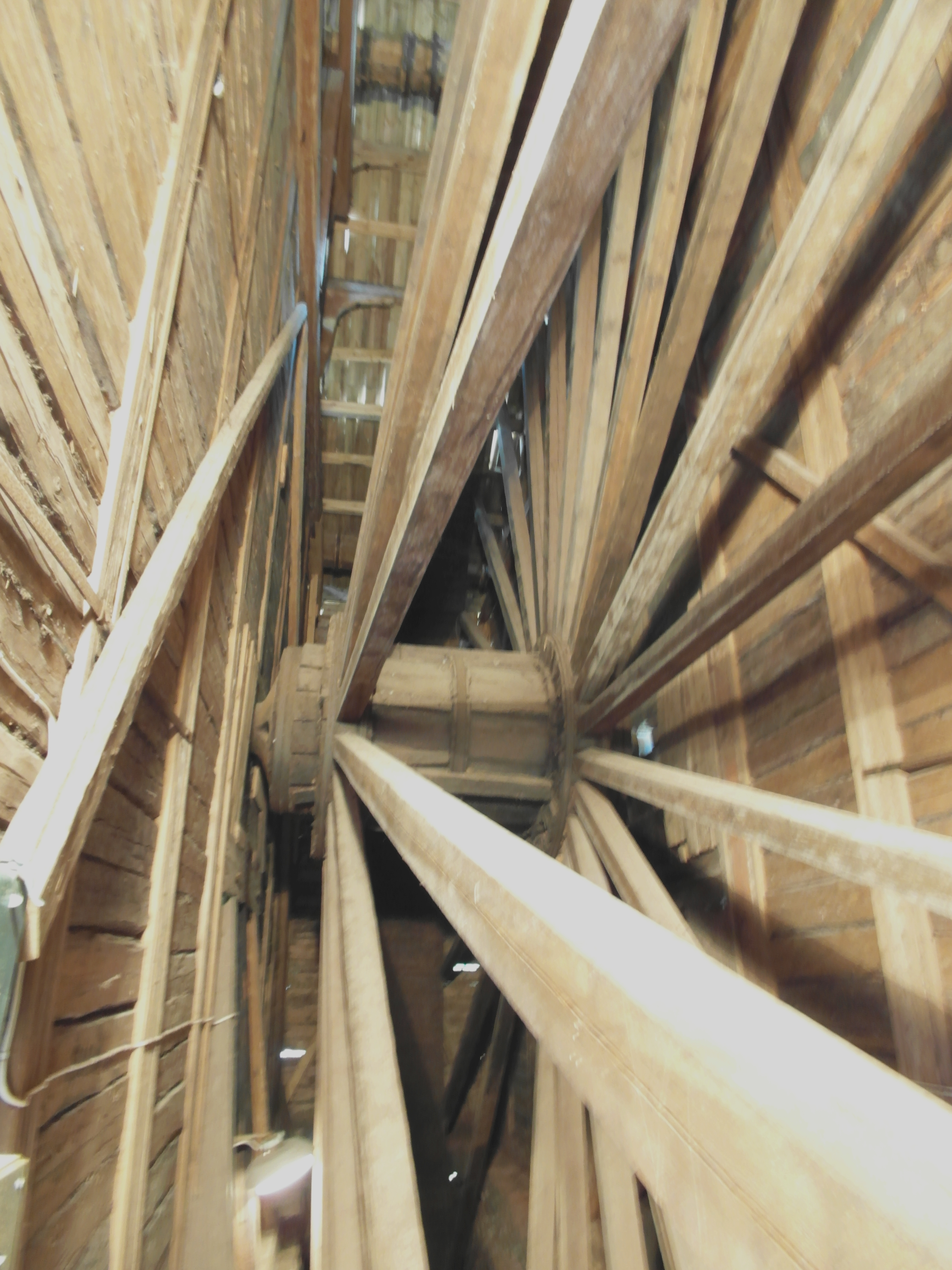
Vattenhjulet inne i byggnaden
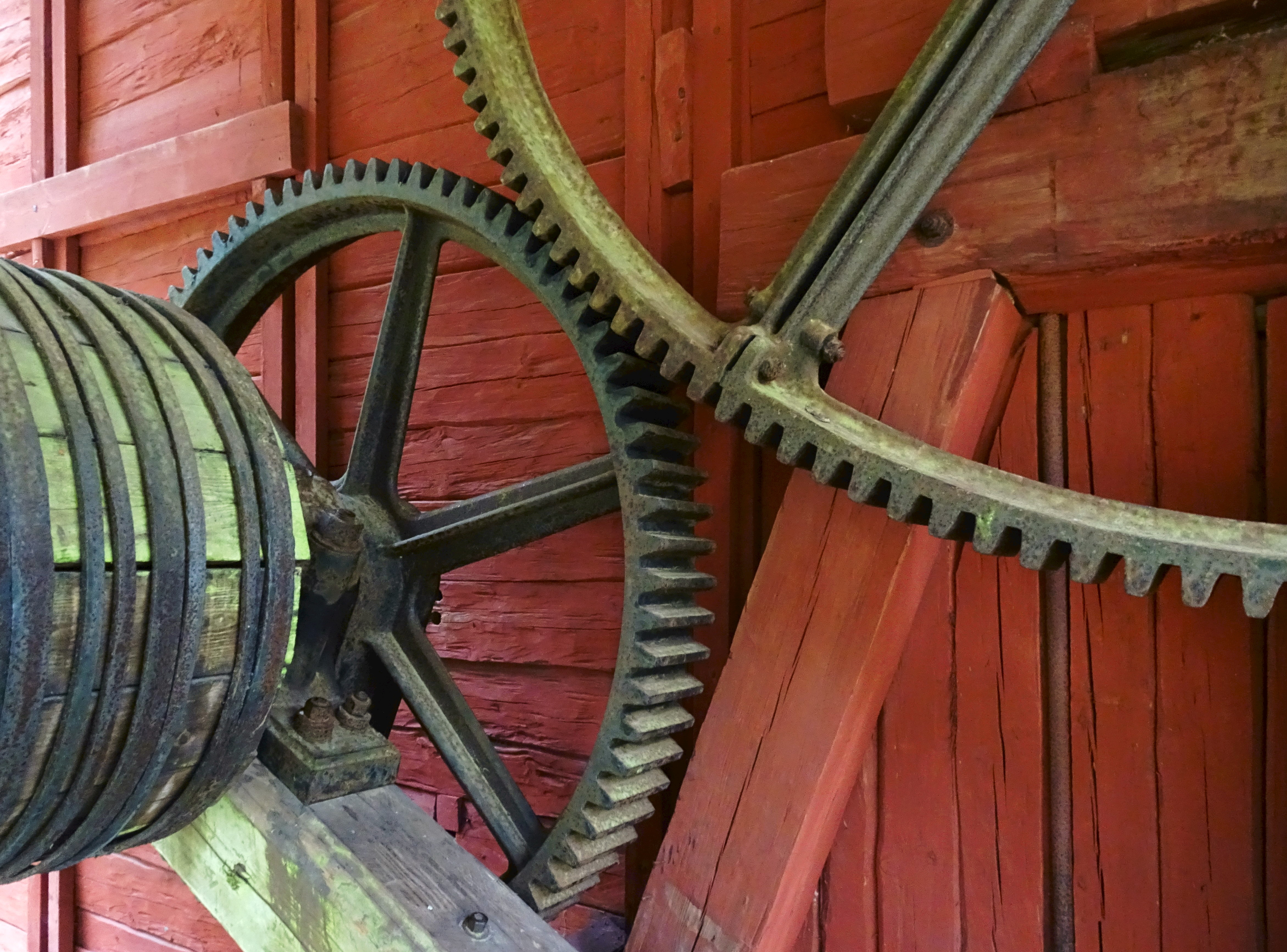
Vattenhjulets växel som drev axeln
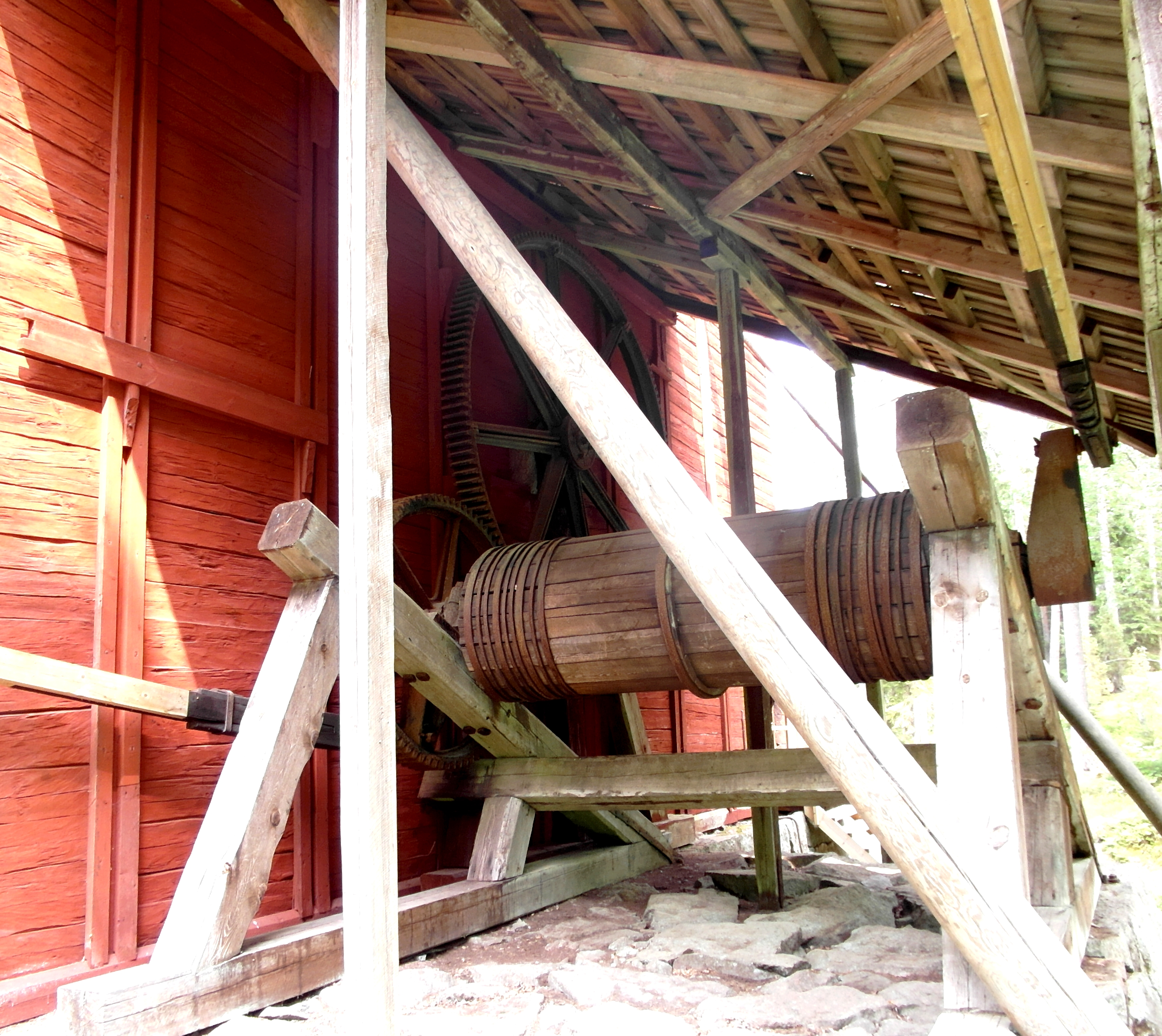
Vattenhjulets axel som drev stånggången
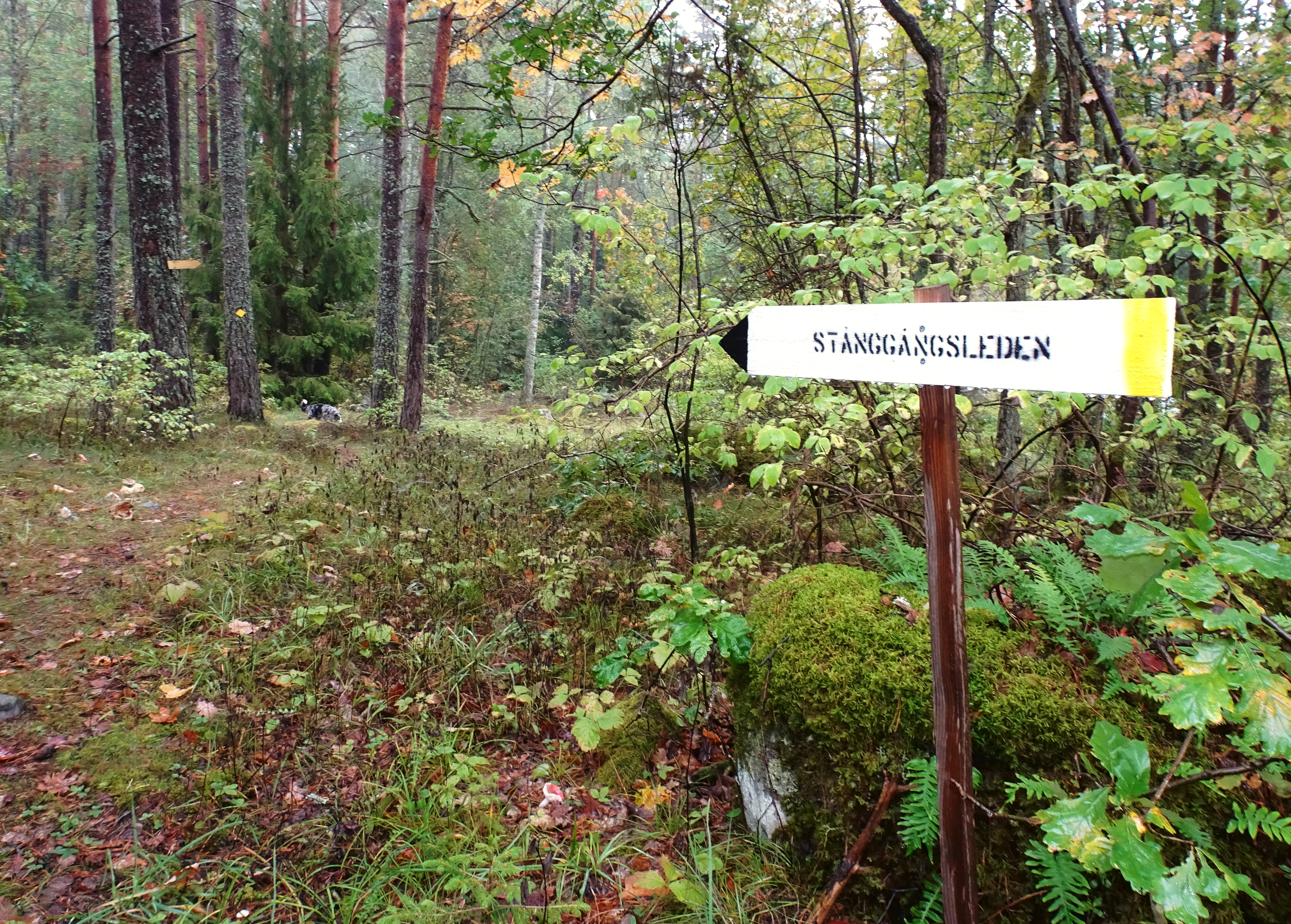
Bredsjönäskonsten, Stånggångsleden